# Masujiro Nishida
Masujiro Nishida var en japansk fodboldspiller. Han var i perioden 1923 træner for Japans fodboldlandshold.